# 黑鑽石市 (華盛頓州)
黑钻石（英文：Black Diamond），是美国华盛顿州金县下属的一座城市。根据 2000年美国人口普查，该市有人口3,970人。根据2010年美国人口普查，该市有人口4,151人。而2011年估计该市有4,237人。